# Verwaltungsgemeinschaft Röttingen
In der Verwaltungsgemeinschaft Röttingen im unterfränkischen Landkreis Würzburg haben sich folgende Gemeinden zur Erledigung ihrer Verwaltungsgeschäfte zusammengeschlossen:
1. Bieberehren, 857 Einwohner, 14,82 km²
2. Riedenheim, 735 Einwohner, 23,99 km²
3. Röttingen, Stadt, 1567 Einwohner, 27,21 km²
4. Tauberrettersheim, 800 Einwohner, 8,56 km²

Sitz der Verwaltungsgemeinschaft ist Röttingen, Vorsitzender ist Hermann Gabel.